# Епона
Епона је богиња старо-римског пантеона, мада се сматра да је њено порекло келтско. Њено име се доводи у везу са грчком речју хиппос, што значи „коњ“ а слична реч је постојала и у језику старих Келта. Сачувано је много ликовних представа овог божанства, по правилу, то су уоквирени, плитки рељефи, мањих димензија, нађени широм граница старог Римског царства. На њима је приказана жена која јаше „постранцена коњу, а у десној руци држи корпу са воћем или рог изобиља. На једном рељефу, пронађеном на простору некадашње Дакије, приказана је како седи на престолу између два коња. Сматра се да је поштована као божанство плодности и заштитница коња. 
Доводи се у везу са личношћу Махе (Macha) из ирске митологије (такође у вези са плодношћу и коњима) и са Ријанон (Rhiannon) из велшке митологије, о којој знамо из древног митског текста Мабиногион.